# Paruline aux yeux rouges
Microligea palustris
Genre
Espèce
Statut de conservation UICN

 LC  : Préoccupation mineure
La Paruline aux yeux rouges (Microligea palustris) est une espèce de passereaux appartenant anciennement à la famille des Parulidae, aujourd'hui de classification incertaine.

## Distribution

Carte de répartition de l'espèce

La Paruline aux yeux rouges se trouve en République dominicaine et en Haïti.

## Systématique
D'après Alan P. Peterson, cette espèce est constituée des deux sous-espèces suivantes :
- M. p. palustris (Rosy, 1884) habitant les hautes terres de l'île ;
- M. p. vasta Wetmore & Lincoln, 1931 habitant les basses terres xériques du sud-ouest de la République dominicaine.